# Pop-Jazz
Pop-Jazz, Popjazz oder Jazz-Pop ist eine Bezeichnung für popmusiknahen Jazz, die insbesondere zur Vermarktung dieser Musik verwendet wird.
Die Musikgenres Jazz und Pop bilden normalerweise ein Gegensatzpaar, denn Popmusik ist in der Regel sehr text- bzw. gesangsbezogen, Jazzmusik ist dagegen sehr instrumentenbezogen, selbst die Stimme wird teilweise instrumental eingesetzt, vor allem beim Scat-Gesang. Wenn Interpreten ihre Musik Pop-Jazz (oder auch Jazz-Pop) nennen, dann steuert in der Regel der Jazz die jazztypischen Harmonien und Instrumente und der Pop die eingängigeren Melodien bei.
Versuche zu einem solchen Verschmelzen von Pop und Jazz waren bereits in den 1960er Jahren zu beobachten. Besonders erfolgreiche Annäherungen sind seit etwa der Jahrtausendwende geschehen, als vor allem Sängerinnen wie Norah Jones, aber auch einige Sänger wie Jamie Cullum  zu einer Art Massenphänomen im Jazz und als Pop-Jazz vermarktet wurden.
Aber auch profilierte Jazzmusiker wie Nils Landgren traten mit Pop-Projekten wie seinem ABBA-Album und seiner Unterstützung für Easy-listening-Jazz-Sängerinnen wie Viktoria Tolstoy hervor.

## Sekundärliteratur
- Joachim E. Berendt: Das Jazzbuch. Von New Orleans bis ins 21. Jahrhundert. Fischer, Frankfurt/M. 2005, ISBN 3-10-003802-9